# Governo Spajić
Il Governo Spajić è il 44º ed attuale governo del Montenegro, in carica dal 31 ottobre 2023.
Esso è sostenuto da una nuova coalizione politica formatasi a seguito delle elezioni del 2023, quando, successivamente al risultato, il Presidente Jakov Milatović ha dato l’incarico a Spajić di formare un nuovo governo.
Alla fine, a cinque mesi dalle elezioni e dopo intense negoziazioni, il governo si è formato, ha ottenuto la fiducia parlamentare ed è entrato in carica nello stesso giorno, il 31 ottobre.

## Situazione parlamentare
| Camera                   | Collocazione | Partiti                                                      | Seggi   |
| ------------------------ | ------------ | ------------------------------------------------------------ | ------- |
| Assemblea del Montenegro | Maggioranza  | PES (22), ZBCG (13), DCG (7), BS (6), Min. Alb. (4), SNP (2) | 54 / 81 |
| Assemblea del Montenegro | Opposizione  | DPS (21), URA (4), HGI (1)                                   | 27 / 81 |

## Composizione
Europa Ora! (PES)
     Montenegro Democratico (DCG)
     Nuova Democrazia Serba (NSD)
     Partito Popolare Democratico (DNP)
     Partito Bosgnacco (BS)
     Partito Popolare Socialista del Montenegro (SNP)
     Alternativa Albanese (AA)
     Partito Democratico (DP/PD)
| Ufficio del Primo ministro                                                                  | Ufficio del Primo ministro | Ufficio del Primo ministro | Ufficio del Primo ministro | Ufficio del Primo ministro |
| Carica                                                                                      | Titolare                   | Titolare                   | Titolare                   | Partito                    |
| ------------------------------------------------------------------------------------------- | -------------------------- | -------------------------- | -------------------------- | -------------------------- |
| Primo ministro                                                                              |                            |                            | Milojko Spajić             | PES                        |
| Vice Primo Ministro (per la sicurezza)                                                      |                            |                            | Aleksa Bečić               | DCG                        |
| Vice Primo ministro (per il sistema economico)                                              |                            |                            | Nick Djeljosaj             | AA                         |
| Vice Primo Ministro (per il sistema politico e la politica interna)                         |                            |                            | Momo Koprivica             | DCG                        |
| Vice Primo Ministro (per le relazioni internazionali) e Ministro degli Affari Esteri        |                            |                            | Ervin Ibrahimović          | BS                         |
| Vice Primo Ministro (per l'istruzione, la scienza e le relazioni con le comunità religiose) |                            |                            | Budimir Aleksić            | NSD                        |
| Vice Primo Ministro (per gli affari esteri ed europei)                                      |                            |                            | Filip Ivanović             | PES                        |
| Vice Primo Ministro (per le infrastrutture e lo sviluppo regionale)                         |                            |                            | Milun Zogović              | DNP                        |
| Ministeri                                                                                   |                            |                            |                            |                            |
| Ministri                                                                                    | Ministri                   | Ministri                   | Ministri                   | Partito                    |
| Affari europei                                                                              |                            |                            | Maida Gorcević             | PES                        |
| Finanze                                                                                     |                            |                            | Novica Vuković             | PES                        |
| Interno                                                                                     |                            |                            | Danilo Saranović           | DCG                        |
| Giustizia                                                                                   |                            |                            | Bojan Božović              | PES                        |
| Energia e Miniere                                                                           |                            |                            | Saša Mujović               | PES                        |
| Lavoro e Protezione sociale                                                                 |                            |                            | Naida Nisić                | PES                        |
| Istruzione                                                                                  |                            |                            | Anđela Jakšić Stojanović   | PES                        |
| Sanità                                                                                      |                            |                            | Vojislav Simun             | PES                        |
| Gestione del Territorio, Urbanistica e Demani dello Stato                                   |                            |                            | Slaven Radunović           | NSD                        |
| Turismo                                                                                     |                            |                            | Simonida Kordić            | NSD                        |
| Diaspora                                                                                    |                            |                            | Mirsad Azemović            | BS                         |
| Energia, Petrolio e Gas                                                                     |                            |                            | Admir Šahmanović           | BS                         |
| Benessere Sociale, Assistenza Familiare e Demografia                                        |                            |                            | Damir Gutić                | BS                         |
| Sviluppo degli Investimenti Regionali e Cooperazione con le ONG                             |                            |                            | Ernad Suljević             | BS                         |
| Affari Marittimi                                                                            |                            |                            | Filip Radulović            | PES                        |
| Trasporti                                                                                   |                            |                            | Maja Vukićević             | DNP                        |
| Cultura e Media                                                                             |                            |                            | Tamara Vujović             | DCG                        |
| Difesa                                                                                      |                            |                            | Dragan Krapović            | DCG                        |
| Turismo, Ecologia, Sviluppo Sostenibile e Sviluppo del Nord                                 |                            |                            | Damjan Ćulafić             | DCG                        |
| Amministrazione Pubblica                                                                    |                            |                            | Marash Dukaj               | AA                         |
| Agricoltura, Foreste e Gestione delle Acque                                                 |                            |                            | Vladimir Joković           | SNP                        |
| Diritti umani e Minoranze                                                                   |                            |                            | Fatmir Gjeka               | DP/PD                      |